# 锡特勒斯县
锡特勒斯县是位於美國佛羅里達州中部的一個縣，西臨墨西哥灣。面積2,002平方公里。根據美國2000年人口普查，共有人口118,085。縣治因弗内斯。
成立於1887年6月2日。縣名來自當時主要農作物—柑橘，但在1894至1895年間受霜凍而衰落。此後至二次大戰結束之間以開採磷酸鹽為經濟命脈。1980年代以降，房地產日益重要。